# Bororó (compositor)
Alberto de Castro Simões da Silva (Rio de Janeiro, 15 de outubro de 1898 — Rio de Janeiro, 7 de junho de 1986), conhecido também como Bororó, foi um compositor e violonista de música popular brasileira.
Foi responsável por ajudar o cantor brasileiro Orlando Silva a garantir seu primeiro contrato na Rádio Cajuti em 1934.
Seu grande sucesso "Da Cor do Pecado" foi gravado por mais de cem intérpretes.